# Proasellus danubialis
Proasellus danubialis là một loài chân đều trong họ Asellidae. Loài này được Codreanu & Codreanu miêu tả khoa học năm 1962.